# Stapel (Textilfaser)

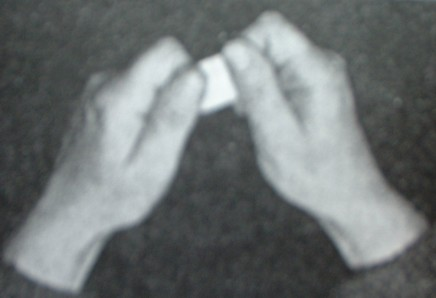

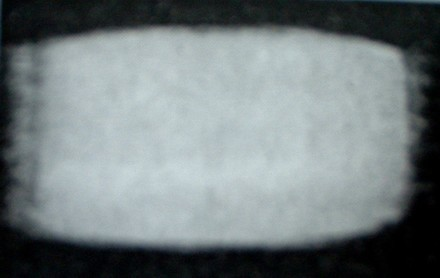
Faserbart (ca. 40 mg Baumwolle)

Stapel oder Stapellänge ist die Durchschnittslänge aller in einer Faserprobe enthaltenen Fasern, ein Gradmesser für den technischen Spinnwert.
Als Stapelfasern werden alle textilen Natur- und Kunstfasern außer Filamenten bezeichnet. Weltweit werden mehr als 50 Millionen Tonnen Stapelfasern im Jahr produziert. Im Jahr 2004 betrug der Anteil Baumwolle 26 und der Anteil Chemiefasern ca. 15 Millionen Tonnen.
Stapelfasergarne ist der Oberbegriff für Garne, die nicht aus endlosen Filamenten hergestellt sind.
Proben aus Naturfasern und gerissenem oder konvertiertem (Schräg- oder Trapezschnitt) Material enthalten Fasern unterschiedlicher Länge. Bei geschnittenen Kunstfasern ist die Stapellänge identisch mit der Schnittlänge aller Fasern.
Die Faserlänge (und ihre Verteilung) ist bei der Verarbeitung in der Spinnerei eines der wichtigsten Kriterien für die Bestimmung geeigneter Technologie.
Für die Baumwollverarbeitung gibt ein so genannter Handstapel eine allgemeine Auskunft. Das ist ein mit den Fingern gezogener (oberes Bild) und zusammengelegter Faserbart aus etwa zehn Prozent der längsten Fasern (unteres Bild).
Die Länge (Stapellänge) von Naturfasern (außer Naturseide) wurde bis in die 1970er Jahre mit Hilfe von mechanischen Geräten getestet. Die Stapellänge wird auch als Qualitätsmerkmal herangezogen. Aus der Probe wurden Fasern ausgekämmt und mit der Pinzette einzeln oder in kleinen Büscheln der Länge nach nebeneinander auf ein Samtkissen gelegt. Aus der auf diese Art gebildeten Kurve (Stapeldiagramm) konnte man Daten ableiten, die für die Einstellung der Spinnereimaschinen notwendig sind. Die Erstellung einer Baumwollprobe dauerte ca. fünf Minuten, für Wolle brauchte man etwa die vierfache Zeit.
Moderne elektronische Geräte können in einigen Sekunden ein Stapeldiagramm erstellen, auswerten und ausdrucken.